# Departamento de Relaciones Exteriores y Comercio (Australia)
El Departamento de Relaciones Exteriores y Comercio (en inglés: Department of Foreign Affairs and Trade; acrónimo: DFAT) es un departamento (de nivel ministerial) del Gobierno de Australia.
La jefa del departamento es la secretaria del Departamento de Relaciones Exteriores y Comercio, actualmente Frances Adamson, que responde ante la ministra de Relaciones Exteriores, actualmente Marise Payne, el ministro de Comercio, Turismo e Inversiones, actualmente Simon Birmingham, la ministra Adjunta de Desarrollo Internacional y el Pacífico, actualmente Ann Ruston, y el ministro Adjunto de Comercio, Turismo e Inversión, actualmente Mark Coulton, que apoyan la administración del departamento.

## Historia
El departamento encuentra sus orígenes en dos de los siete departamentos originales del gobierno australiano: el Departamento de Comercio y Aduanas y el Departamento de Relaciones Exteriores, encabezados por Harry Wollaston y Atlee Hunt, respectivamente.
El departamento fue abolido el 14 de noviembre de 1916 y sus responsabilidades fueron asumidas por el Departamento del Primer Ministro y el Departamento del Hogar y los Territorios. Fue restablecido el 21 de diciembre de 1921.
Hasta la Segunda Guerra Mundial, el estatus de Australia como dominio del Imperio Británico en la Mancomunidad de Naciones significaba que sus relaciones exteriores estaban definidas principalmente por el Reino Unido. Durante este tiempo, las actividades de Australia en el extranjero estuvieron relacionadas principalmente con el comercio y los intereses comerciales, mientras que sus asuntos externos se centraron principalmente en la inmigración, la exploración y la publicidad. Los cambios políticos y económicos provocados por la Gran Depresión y la Segunda Guerra Mundial, y la adopción del Estatuto de Westminster de 1931 (ratificado por Australia en 1942), exigieron el establecimiento y la expansión de la representación australiana en el extranjero, independientemente del Ministerio de Relaciones Exteriores británico. Australia comenzó a establecer sus primeras misiones en el extranjero (fuera de Londres) en 1940, comenzando en Washington D. C., y ahora cuenta con una red de más de 80 misiones diplomáticas y 22 comerciales.
El entonces Departamento de Asuntos Exteriores pasó a llamarse Departamento de Relaciones Exteriores en 1970. El 24 de julio de 1987, el Gobierno Laborista de Bob Hawke fusionó el Departamento de Relaciones Exteriores y el Departamento de Comercio para formar el Departamento de Relaciones Exteriores y Comercio (DFAT).

## Secretarios del Departamento
| N.° | Secretario/a       | Inicio                  | Final                 | Referencia(s)               |
| --- | ------------------ | ----------------------- | --------------------- | --------------------------- |
| 1   | Stuart Harris      | 23 de julio de 1987     | 3 de julio de 1988    | [ 7 ] [ 8 ]                 |
| 2   | Richard Woolcott   | 1 de septiembre de 1988 | 15 de febrero de 1992 | [ 8 ] [ 9 ]                 |
| 3   | Peter Wilenski     | 15 de febrero de 1992   | 14 de mayo de 1993    | [ 9 ] [ 10 ]                |
| 4   | Michael Costello   | 27 de mayo de 1993      | 8 de marzo de 1996    | [ 11 ] [ 12 ]               |
| 5   | Philip Flood       | 8 de marzo de 1996      | 31 de marzo de 1998   | [ 12 ]                      |
| 6   | Ashton Calvert     | 1 de abril de 1998      | 4 de enero de 2005    | [ 13 ]                      |
| 7   | Michael L'Estrange | 24 de enero de 2005     | 13 de agosto de 2009  | [ 13 ] [ 14 ]               |
| 8   | Dennis Richardson  | 13 de agosto de 2009    | 18 de octubre de 2012 | [ 14 ] [ 15 ]               |
| 9   | Peter Varghese     | 18 de octubre de 2012   | 22 de julio de 2016   | [ 16 ] [ 15 ]               |
| 10  | Frances Adamson    | 22 de julio de 2016     | en el cargo           | [ 17 ] [ 18 ] [ 19 ] [ 20 ] |